# ساموئل جیمز براون
ساموئل جیمز براون (انگلیسی: Sam Browne; ۳ اکتبر ۱۸۲۴ – ۱۴ مارس ۱۹۰۱) فرد نظامی اهل پادشاهی متحد بریتانیای کبیر و ایرلند بود. وی همچنین برندهٔ جوایزی همچون صلیب ویکتوریا شده‌است.